# Étienne Mignot

Traité des prêts de commerce, 1738.

Étienne Mignot (Paris, 15 décembre 1698 - 6 juin 1771) est un érudit et théologien français. 
Il entra dans les ordres, se fit recevoir docteur en théologie (1722), acquit des connaissances étendues, non-seulement dans les sciences ecclésiastiques, mais encore en jurisprudence, en archéologie, etc., et fut nommé membre de l’Académie des sciences en 1761. Mignot appartenait au parti des appelants, dont il défendit avec chaleur les idées dans plusieurs controverses et dans divers écrits.

## Œuvres
Outre des mémoires insérés dans le Recueil de l’Académie des inscriptions, on lui doit plusieurs ouvrages pleins d’une solide érudition, dont les principaux sont : Traités et polémiques de la fin du monde, de la venue d’Élie et du retour des Juifs (Amsterdam, 1737-1738) ; Discours sur l’accord des sciences et des belles-lettres avec la religion (Paris, 1753) ; Paraphrase du Nouveau Testament (1754, 4 vol.) ; Traité des droits de l’État et du prince sur les biens du clergé (Paris, 1755 et suiv., 5 vol. in-12) ; Mémoire sur les libertés de l’Église gallicane (Paris, 1756) ; Histoire des démêlés de Henri II avec Thomas Becket (Paris, 1756) ; Traité des prêts de commerce ou De l’intérêt légitime ou illégitime de l’argent (Paris, 1759, 4 vol. in-12), dans lequel il se prononce pour la légitimité du prêt.